# Sântana de Mureș, Mureș
Sântana de Mureș (în maghiară Marosszentanna, în germană Sankt Anna an der Mieresch) este satul de reședință al comunei cu același nume din județul Mureș, Transilvania, România.

## Istoric
Satul Sântana de Mureș este atestat documentar în anul 1332 cu numele de Sancta Anna.
Pe Harta Iosefină a Transilvaniei din 1769-1773 (Sectio 128), localitatea a apărut sub numele de „Szent Anna”.

## Localizare
Localitatea este situată pe râul Mureș, în imediata apropiere a Târgu Mureșului, la nord de acesta, pe drumul județean Târgu Mureș - Râciu.

## Obiective turistice
- Biserica Reformată-Calvină, construită în secolele XIII-XIV, alcătuită dintr-o navă cu absidă semicirculară. Pastrează fragmente dintr-un foarte valoros decor mural datorat unui pictor italian către sfârșitul sec.XIV ("Judecata de Apoi", "Ana întreită cu fericitele neamuri", apostoli, profeti etc). Din punct de vedere stilistic, aceste picturi aparțin prerenașterii italiene și sunt caracterizate printr-o viziune monumentală, prin modelajul formelor, prin desenul amplu și printr-o gamă cromatică caldă.
- Biserica Ortodoxă din satul Sântana de Mureș, construită în anul 1899 pe locul unei biserici de lemn, greco-catolică, atestată la 1750.
- Biserica Reformat-Calvină din satul Sântana de Mureș, construcție secolul al XIV-lea

## Imagini

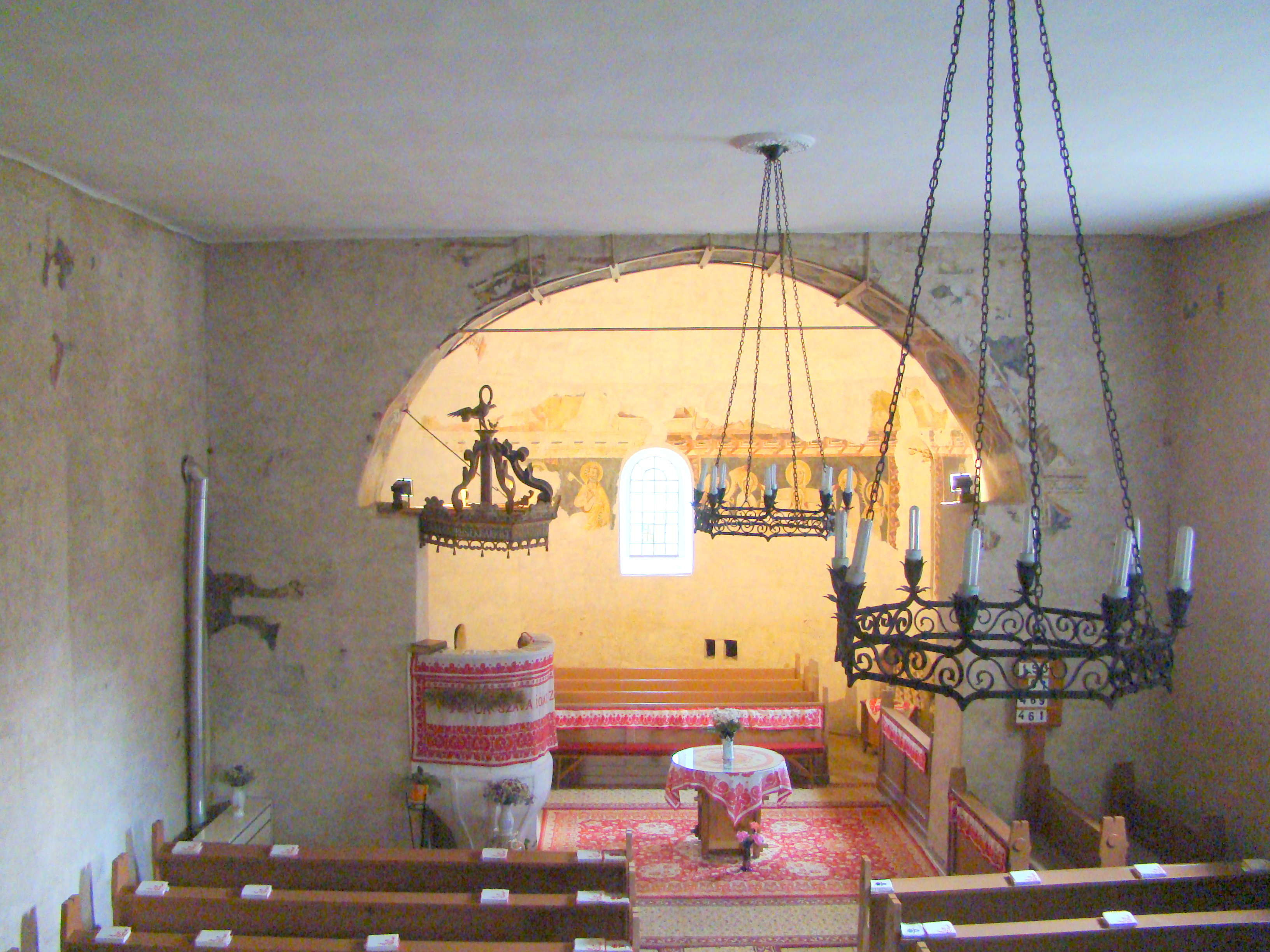
Biserica reformată (monument istoric)
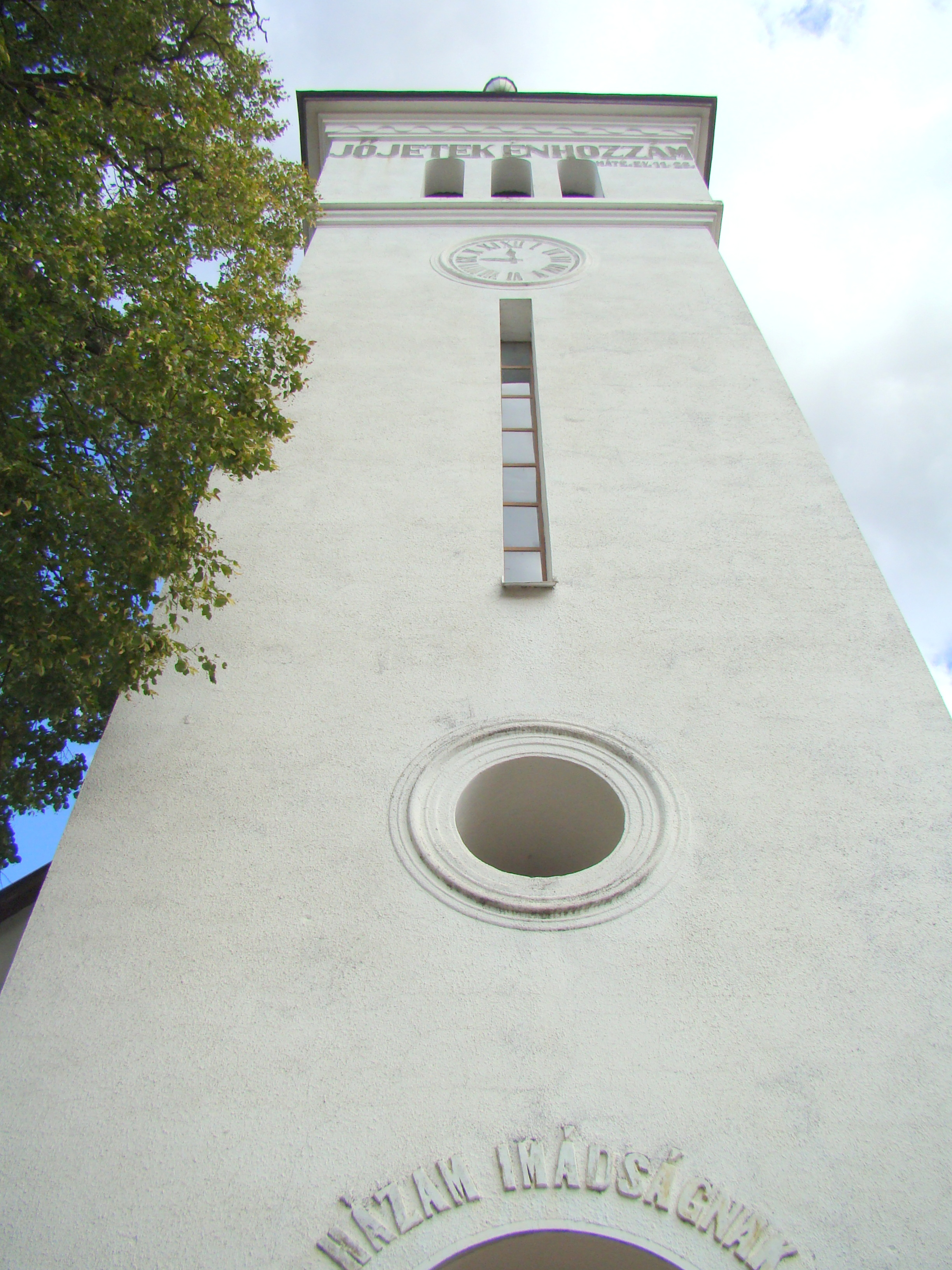
Turnul bisericii reformate
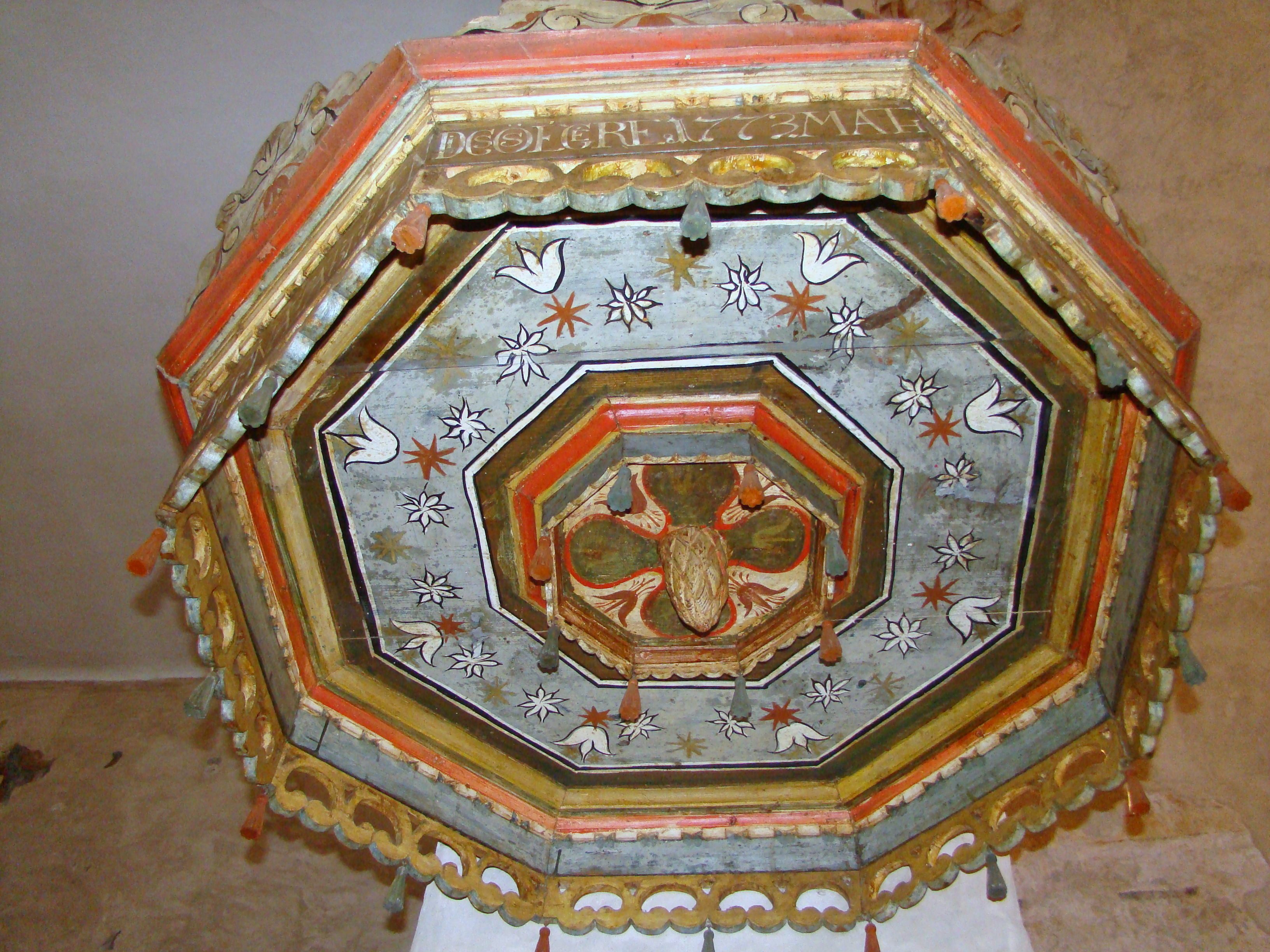
Coroana amvonului
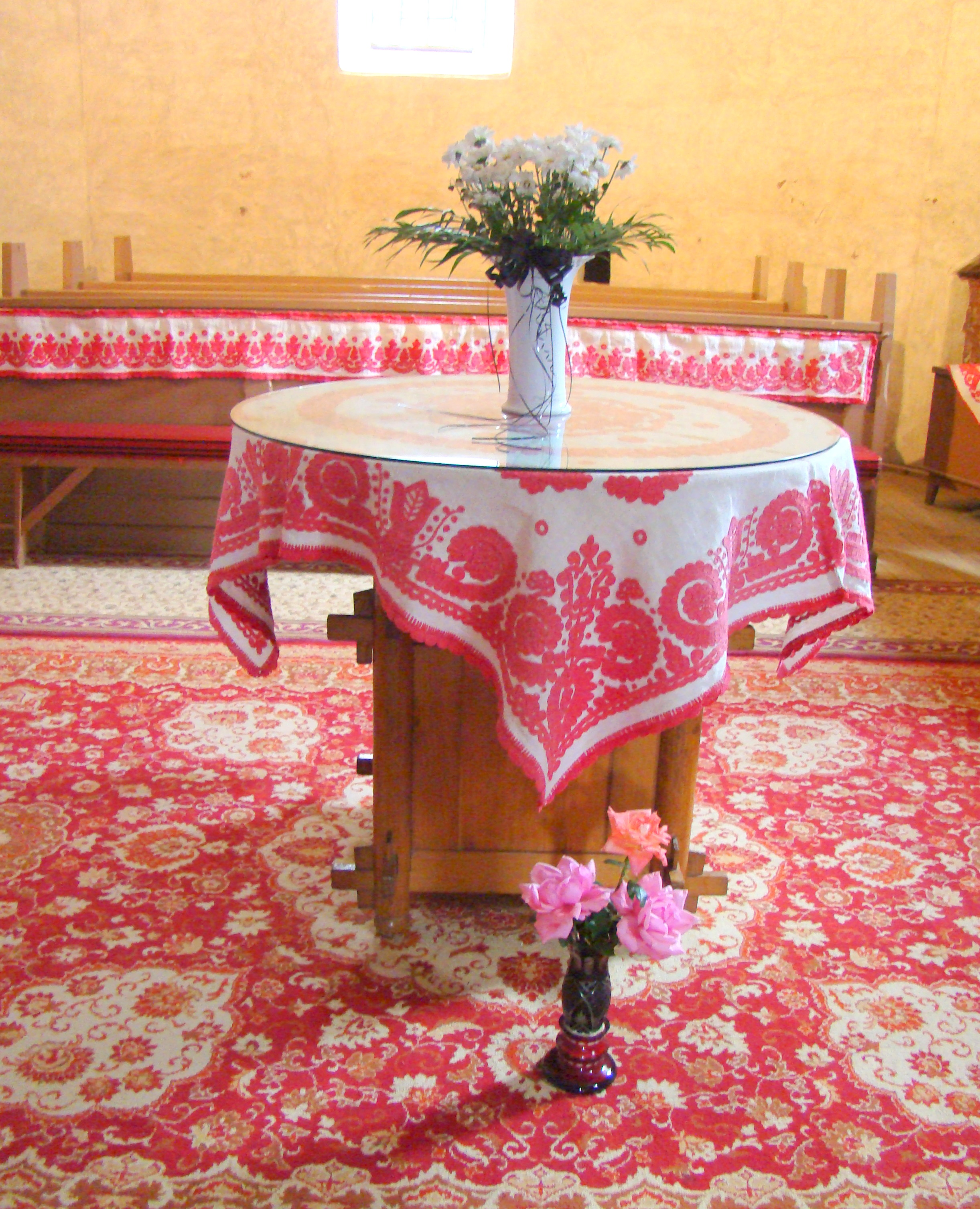
Masa Domnului
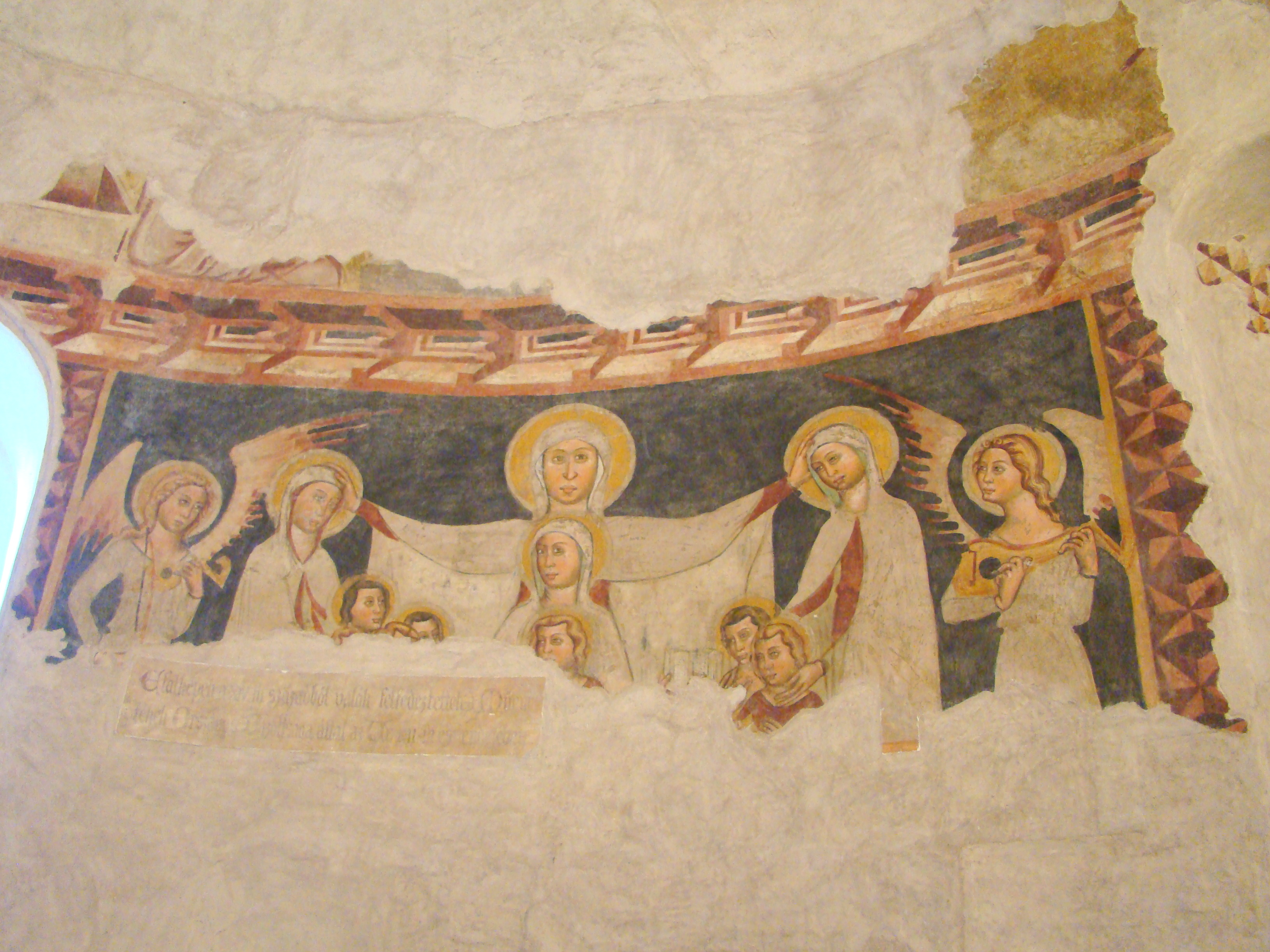
Fragmente de frescă descoperite sub tencuială, pictor italian (secolul XIV)
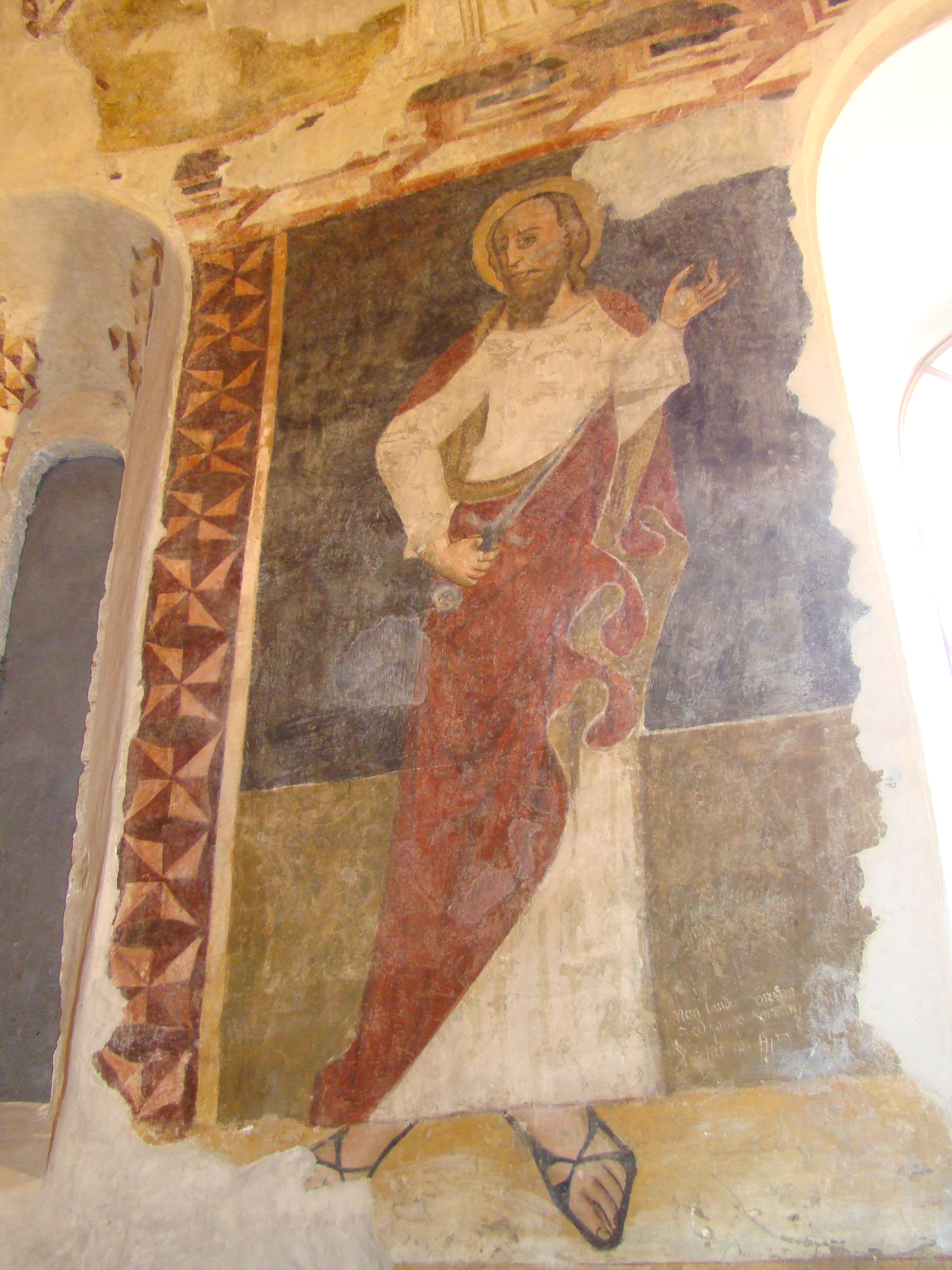
Fragmente de frescă descoperite sub tencuială, pictor italian (secolul XIV)